# 巴比耶湖 (沃羅涅日州)
51°20′11.8″N 41°3′8.3″E / 51.336611°N 41.052306°E
巴比耶湖（俄语：Бабье озеро），是俄羅斯的湖泊，位於該國西部，由沃羅涅日州負責管轄，處於安納區，長0.7公里、寬0.5公里，該湖泊平均水深1米，最大水深5米。